# Valeri Yordan
Valeri Yordan (Dedovsk, Rusia, 14 de febrero de 1992) es un atleta ruso, especialista en la prueba de lanzamiento de jabalina en la que llegó a ser subcampeón europeo en 2012.

## Carrera deportiva
En el Campeonato Europeo de Atletismo de 2012 ganó la medalla de plata en el lanzamiento de jabalina, llegando hasta los 83.32 metros que fue su mejor marca personal, tras el checo Vítězslav Veselý y por delante del finlandés Ari Mannio (bronce con 82.63 metros).